# Benjamin Nathaniel Smith
Pour les articles homonymes, voir Benjamin Smith et Smith.
Benjamin Nathaniel Smith, né le 22 mars 1978 et mort le 4 juillet 1999, était un néonazi américain. Il est connu pour avoir, durant le week-end du 4 juillet 1999, tiré au hasard sur des membres de minorités raciales et ethniques dans l'Illinois et l'Indiana. Il a fait deux morts et neuf blessés avant de se suicider pour éviter l'arrestation.
Smith était membre de l'organisation suprémaciste blanche World Church Of The Creator –  aujourd'hui appelée Creativity Movement – dirigée à l'époque par Matthew F. Hale, auquel il était dévoué.